# Generalstab des Bundesheeres
Der österreichische Generalstab des Bundesheeres ist direkt der Bundesministerin für Landesverteidigung unterstellt. Er ist zuständig für Fragen der Planung, Bereitstellung und Führung des Österreichischen Bundesheeres (ÖBH) auf oberster Ebene. Der Generalstab ist Teil des Bundesministeriums für Landesverteidigung und des Bundesheeres zugleich.
Chef des Generalstabes (ChGStb) ist seit 20. Oktober 2022 General Rudolf Striedinger.

## Organisation des Generalstabes

### Generalstab (GStb) – Generaldirektion für Landesverteidigung (GDLV)
Der ChGStb ist der oberste Berater der Bundesministerin für Landesverteidigung in allen militärischen Angelegenheiten und repräsentiert die militärische Führung des ÖBH im In- und Ausland. Die Führung des ÖBH erfolgt durch den ChGStb als Leiter der Generaldirektion für Landesverteidigung (GDLV) gemeinsam mit den Leitern der Direktionen 1 bis 8.
- nachrichtendienstliche Abwehr (ndAbw)
- nachrichtendienstliche Aufklärung (ndAufkl)
- Gruppe Direktion Fähigkeiten- und Grundsatzplanung (GrpDionFäh&GSPl)
  - Generalstabsabteilung (GStbAbt)
  - Bundesheer-Planung (BHPl)
  - Abteilung Militärstrategische Einsatzkoordination (MilStratEKoord)
  - Abteilung Militärstrategie (MilStrat)
  - Abteilung Strukturplanung (StruktPl)
  - Abteilung Evaluierung (Eval)
  - Leiter Direktion 1
  - Leiter Direktion 2
  - Leiter Direktion 3
  - Leiter Direktion 4
  - Leiter Direktion 5
  - Leiter Direktion 6
  - Leiter Direktion 7
  - Leiter Direktion 8

### Direktionen
Die Direktionen sind nachgeordnete Organisationseinheiten aus dem Bereich des Bundesheeres und sind dem Generalstab unterstellt.
- Direktion 1 – Einsatz
- Direktion 2 – Luftstreitkräfte
- Direktion 3 – Ausbildung
- Direktion 4 – Logistik
- Direktion 5 – Rüstung
- Direktion 6 – IKT & Cyber
- Direktion 7 – Infrastruktur
- Direktion 8 – Militärisches Gesundheitswesen